# 美容矯正
美容矯正（びようきょうせい）とは、手技療法を使って歪んだ骨格を整え、身体の根本から美しく整えることを目的とした、エステティック技術である。
血液や、リンパ液の流れに働きかける従来の一時的な美容とは異なり、様々な手技によって全ての美容と健康を司る脳神経の機能低下を回復させ、
本来の健康と美を追求していく美容に特化した整体技術のこと。O脚矯正や小顔矯正もこれに含まれる。

## 効果
頭蓋骨から足先まで全身の筋肉・骨格・内臓・血液・リンパ・ホルモン・神経の機能を正常に近づけることによって体内に滞った老廃物の排出を促し、血管やリンパ液を活性化させ、新しい酸素と栄養が滞ることなく各細胞に届きやすくなることで、エイジングケアにも効果がある。
不調や骨格のゆがみを根本から取り除くことで身体全体のバランスが整い、結果、自然治癒力が高まる事で民間療法としても注目されている。